# Alfa Romeo 179
Chronologie des modèles (1979 - 1980)
Alfa Romeo 177 Alfa Romeo 179B
L'Alfa Romeo 179 est la monoplace de Formule 1 engagée par Alfa Romeo en championnat du monde de Formule 1 1979 et 1980. Elle termine seizième du championnat constructeur la première année, sans avoir marqué de point, puis onzième juste derrière la Scuderia Ferrari en 1980. Seul Bruno Giacomelli réussit à marquer quatre points, ce qui lui permet de terminer dix-huitième du championnat des pilotes derrière Jochen Mass et devant Jody Scheckter.

## Alfa Romeo 179T
La 179 est adaptée pour accueillir un moteur Alfa Romeo 890T, testée par l'écurie italienne en vue de son utilisation en 1983.